# Impressamergel-Formation
- Humph.-Fm. = Humphriesioolith-Formation
- L.Bk-Fm = Liegende Bankkalk-Formation
- H.Bk-Fm = Hangende Bankkalk-Formation
- Zm-Fm = Zementmergel-Formation
- S.-Fm = Solnhofen-Formation
- Rö.-Fm = Rögling-Formation
- U.-Fm = Usseltal-Formation
- Mö.-Fm = Mörnshein-Formation
- N.-Fm = Neuburg-Formation
- R.-Fm = Rennertshofen-Formation

Die Impressamergel-Formation (früher auch nur Impressamergel oder Impressakalke, auch Cardioceratenschichten) ist eine lithostratigraphische Formation des Süddeutschen Jura. Sie wird von der Ornatenton-Formation unterlagert und von der Wohlgeschichtete Kalk-Formation überlagert. Sie verzahnt sich lateral mit der Lochen-Formation und erreicht eine maximale Mächtigkeit von 25 bis 125 m. Sie wird in das Oxfordium (bis Unteres Kimmeridgium?) datiert.

## Geschichte
Der Begriff wurde von Gert Bloos, Gerd Dietl und Günter Schweigert 2005 für eine lithostratigraphische Gesteinsformation vorgeschlagen. Der Name geht zurück auf den von Friedrich August Quenstedt 1857 eingeführten Begriff Impressakalke. Der Name ist abgeleitet vom Armfüßer Terebratula impressa (heute Aulacothyris impressa).

## Definition und Verbreitungsgebiet
Die Impressamergel-Formation umfasst dunkelgraue bis hellgraue Kalkmergel mit einigen darin eingelagerten Kalkbänken. Die Untergrenze ist durch den Wechsel in der Farbe (vom „Braunen“ zum „Weißen“ Jura) relativ gut definiert. Die Obergrenze wird durch das Einsetzen der mauerartig geschichteten Kalke der Wohlgeschichtete Kalk-Formation gebildet. Sie verzahnt sich vor allem im höheren Teil mit der Lochen-Formation und wird zunehmend von dieser Formation ersetzt. Im Oberrheintal wird sie durch Kandern-Formation, Korallenkalk-Formation und Nerineenkalk-Formation vertreten. Die Verbreitung der Impressamergel-Formation erstreckt sich über die gesamte Schwäbische Alb bis ins Wutach-Gebiet.

## Zeitlicher Umfang und Untergliederung
Die Impressamergel-Formation setzt in der cordatum-Zone des höheren Unteroxfordium ein. Die Obergrenze ist diachron und reicht lokal bis in die Epipeltoceras bimammatum-Zone (Oberoxfordium bis unterstes Unterkimmeridgium) hinein. Sie wird von unten nach oben in drei Subformationen untergliedert: Transversarium-Subformation, Effingen-Subformation und Bimammatum-Subformation. Im Wutachgebiet wird die Transversarium-Subformation durch die Birmensdorf-Subformation ersetzt.